# Robert Hutchings Goddard
Robert Hutchings Goddard, ameriški profesor, fizik, izumitelj in raketni inženir, * 5. oktober 1882, Worcester, Massachusetts, ZDA, † 10. avgust 1945, Baltimore, Maryland, ZDA.
Goddard velja za pionirja raketne tehnike. Pripisujejo mu, da je izumil in zgradil prvo raketo na tekoče gorivo. Raketa je uspešno poletela leta 1926. Med letoma 1926 in 1941 je z ekipo opravil 34 takšnih poskusov in dosegel višino do 2,6 km in hitrosti raket do 885 km/h.
Umrl je za rakom na grlu.
Goddard je skupaj dobil 214 patentov, 83 še za časa svojega življenja. 

## Ustanove z njegovim imenom
- Leta 1959 so v ZDA ustanovili in po Goddardu poimenovali Goddard Space Flight Center
- Goddardovo rojstno mesto Worcester je leta 1922 ustanovilo osnovno šolo in jo poimenovalo Goddard School of Science and Technology
- The Goddard Library je knjižnica na Univerzi Clark, ki je tudi poimenovana po tem velikem znanstveniku.

### Ostalo
- Goddard se njemu na čast imenuje krater na Luni
- po njem se imenuje asteroid 9252 Goddard.